# Matos Costa
Matos Costa is een gemeente in de Braziliaanse deelstaat Santa Catarina. De gemeente telt 2.826 inwoners (schatting 2009).

## Aangrenzende gemeenten
De gemeente grenst aan Calmon, Porto União en General Carneiro (PR).